# Pallavolo ai Giochi della XXIX Olimpiade - Torneo maschile
La pallavolo maschile ai Giochi della XXIX Olimpiade si è svolta dal 10 al 24 agosto 2008 a Pechino, in Cina, durante i Giochi della XXIX Olimpiade: al torneo hanno partecipato dodici squadre nazionali e la vittoria finale è andata per la terza volta agli Stati Uniti.

## Qualificazioni
Al campionato olimpico hanno partecipato la nazionale del paese ospitante, le prime tre squadre classificate nel corso della Coppa del Mondo 2007, la prima classificata di ogni torneo di qualificazione continentale e le prime tre classificate al torneo di qualificazione mondiale.

## Impianti
|                                                                              |                                                                                             |
|                                                                              |                                                                                             |
| Capital Indoor Stadium Città: Pechino Capienza: 18 000 Anno d'apertura: 1968 | Beijing Institute of Technology Gymnasium Città: Pechino Capienza: 5 000 Anno d'apertura: - |

## Squadre partecipanti
| Squadra     | Qualificazione                                       | Ultima partecipazione |
| ----------- | ---------------------------------------------------- | --------------------- |
| Brasile     | 1ª alla Coppa del Mondo 2007                         | Atene 2004            |
| Bulgaria    | 3ª alla Coppa del Mondo 2007                         | Atlanta 1996          |
| Cina        | Paese organizzatore                                  | Los Angeles 1984      |
| Egitto      | 1ª al torneo di qualificazione africano              | Sidney 2000           |
| Germania    | 1ª al torneo di qualificazione mondiale (girone A)   | Monaco 1972           |
| Giappone    | 1ª al torneo di qualificazione asiatico ed oceaniano | Barcellona 1992       |
| Italia      | 1ª al torneo di qualificazione mondiale (girone C)   | Atene 2004            |
| Polonia     | 1ª al torneo di qualificazione mondiale (girone B)   | Atene 2004            |
| Russia      | 2ª alla Coppa del Mondo 2007                         | Atene 2004            |
| Serbia      | 1ª al torneo di qualificazione europeo               | Atene 2004            |
| Stati Uniti | 1ª al torneo di qualificazione nordamericano         | Atene 2004            |
| Venezuela   | 1ª al torneo di qualificazione sudamericano          | Debutto               |

## Torneo

### Fase a gironi
| Girone A    | Girone B |
| ----------- | -------- |
| Bulgaria    | Brasile  |
| Cina        | Egitto   |
| Giappone    | Germania |
| Italia      | Polonia  |
| Stati Uniti | Russia   |
| Venezuela   | Serbia   |

#### Girone A

##### Risultati
| 10 agosto 2008 Beijing Institute of Technology Gymnasium, Pechino Durata: 1h:43 - Spettatori: 3 000  | Italia      | 3 - 1 | Giappone    | 25-19, 25-18, 23-25, 25-17        |
| 10 agosto 2008 Capital Indoor Stadium, Pechino Durata: 2h:17 - Spettatori: 11 000                    | Stati Uniti | 3 - 2 | Venezuela   | 25-18, 25-18, 22-25, 21-25, 15-10 |
| 10 agosto 2008 Capital Indoor Stadium, Pechino Durata: 1h:50 - Spettatori: 11 000                    | Bulgaria    | 3 - 1 | Cina        | 25-20, 25-21, 26-28, 25-19        |
| 12 agosto 2008 Beijing Institute of Technology Gymnasium, Pechino Durata: 2h:02 - Spettatori: 12 500 | Stati Uniti | 3 - 1 | Italia      | 24-26, 25-22, 25-15, 25-21        |
| 12 agosto 2008 Beijing Institute of Technology Gymnasium, Pechino Durata: 2h:14 - Spettatori: 12 500 | Venezuela   | 2 - 3 | Cina        | 21-25, 25-21, 25-16, 21-25, 14-16 |
| 12 agosto 2008 Capital Indoor Stadium, Pechino Durata: 1h:49 - Spettatori: 3 200                     | Giappone    | 1 - 3 | Bulgaria    | 27-29, 25-23, 21-25, 19-25        |
| 14 agosto 2008 Beijing Institute of Technology Gymnasium, Pechino Durata: 1h:23 - Spettatori: 3 300  | Italia      | 3 - 0 | Venezuela   | 25-21, 25-20, 25-21               |
| 14 agosto 2008 Capital Indoor Stadium, Pechino Durata: 2h:01 - Spettatori: 13 000                    | Cina        | 3 - 2 | Giappone    | 25-20, 25-23, 17-25, 16-25, 15-10 |
| 14 agosto 2008 Capital Indoor Stadium, Pechino Durata: 1h:57 - Spettatori: 5 700                     | Bulgaria    | 1 - 3 | Stati Uniti | 29-27, 21-25, 14-25, 24-26        |
| 16 agosto 2008 Beijing Institute of Technology Gymnasium, Pechino Durata: 1h:16 - Spettatori: 3 650  | Stati Uniti | 3 - 0 | Cina        | 25-22, 25-12, 25-18               |
| 16 agosto 2008 Capital Indoor Stadium, Pechino Durata: 1h:14 - Spettatori: 8 000                     | Italia      | 3 - 0 | Bulgaria    | 25-20, 25-21, 25-16               |
| 16 agosto 2008 Capital Indoor Stadium, Pechino Durata: 1h:28 - Spettatori: 7 500                     | Venezuela   | 3 - 0 | Giappone    | 25-23, 25-21, 25-23               |
| 18 agosto 2008 Beijing Institute of Technology Gymnasium, Pechino Durata: 1h:48 - Spettatori: 3 400  | Bulgaria    | 3 - 1 | Venezuela   | 23-25, 25-19, 25-16, 25-22        |
| 18 agosto 2008 Capital Indoor Stadium, Pechino Durata: 2h:08 - Spettatori: 12 500                    | Cina        | 2 - 3 | Italia      | 17-25, 23-25, 25-21, 25-20, 14-16 |
| 18 agosto 2008 Capital Indoor Stadium, Pechino Durata: 1h:17 - Spettatori: 5 800                     | Giappone    | 0 - 3 | Stati Uniti | 18-25, 12-25, 21-25               |

##### Classifica
| Pos | Squadra     | Pt | G | V | P | SV | SP | Ratio | PF  | PS  | Ratio |
| --- | ----------- | -- | - | - | - | -- | -- | ----- | --- | --- | ----- |
| 1.  | Stati Uniti | 10 | 5 | 5 | 0 | 15 | 4  | 3,750 | 460 | 371 | 1,240 |
| 2.  | Italia      | 9  | 5 | 4 | 1 | 13 | 6  | 2,167 | 439 | 401 | 1,095 |
| 3.  | Bulgaria    | 8  | 5 | 3 | 2 | 10 | 9  | 1,111 | 446 | 440 | 1,014 |
| 4.  | Cina        | 7  | 5 | 2 | 3 | 9  | 13 | 0,692 | 445 | 492 | 0,904 |
| 5.  | Venezuela   | 6  | 5 | 1 | 4 | 8  | 12 | 0,667 | 421 | 451 | 0,933 |
| 6.  | Giappone    | 5  | 5 | 0 | 5 | 4  | 15 | 0,267 | 392 | 448 | 0,875 |

#### Girone B

##### Risultati
| 10 agosto 2008 Beijing Institute of Technology Gymnasium, Pechino Durata: 1h:38 - Spettatori: 3 100 | Serbia   | 1 - 3 | Russia   | 25-20, 21-25, 22-25, 14-25        |
| 10 agosto 2008 Capital Indoor Stadium, Pechino Durata: 1h:12 - Spettatori: 8 500                    | Brasile  | 3 - 0 | Egitto   | 25-19, 25-15, 25-18               |
| 10 agosto 2008 Capital Indoor Stadium, Pechino Durata: 1h:50 - Spettatori: 5 700                    | Polonia  | 3 - 0 | Germania | 25-17, 33-31, 25-20               |
| 12 agosto 2008 Capital Indoor Stadium, Pechino Durata: 2h:25 - Spettatori: 3 500                    | Russia   | 3 - 2 | Germania | 25-27, 25-21, 21-25, 25-23, 16-14 |
| 12 agosto 2008 Capital Indoor Stadium, Pechino Durata: 1h:11 - Spettatori: 3 000                    | Egitto   | 0 - 3 | Polonia  | 21-25, 18-25, 10-25               |
| 12 agosto 2008 Capital Indoor Stadium, Pechino Durata: 1h:49 - Spettatori: 9 000                    | Serbia   | 1 - 3 | Brasile  | 27-25, 20-25, 17-25, 21-25        |
| 14 agosto 2008 Beijing Institute of Technology Gymnasium, Pechino Durata: 1h:26 - Spettatori: 3 200 | Germania | 3 - 0 | Egitto   | 29-27, 25-21, 25-21               |
| 14 agosto 2008 Capital Indoor Stadium, Pechino Durata: 2h:07 - Spettatori: 12 000                   | Brasile  | 1 - 3 | Russia   | 25-22, 24-26, 29-31, 19-25        |
| 14 agosto 2008 Capital Indoor Stadium, Pechino Durata: 2h:04 - Spettatori: 7 000                    | Polonia  | 3 - 1 | Serbia   | 31-29, 22-25, 25-22, 25-21        |
| 16 agosto 2008 Beijing Institute of Technology Gymnasium, Pechino Durata: 1h:09 - Spettatori: 3 200 | Russia   | 3 - 0 | Egitto   | 25-19, 25-14, 25-18               |
| 16 agosto 2008 Capital Indoor Stadium, Pechino Durata: 1h:53 - Spettatori: 12 500                   | Serbia   | 3 - 1 | Germania | 25-21, 27-25, 24-26, 25-23        |
| 16 agosto 2008 Capital Indoor Stadium, Pechino Durata: 1h:27 - Spettatori: 12 500                   | Brasile  | 3 - 0 | Polonia  | 30-28, 25-19, 25-19               |
| 18 agosto 2008 Beijing Institute of Technology Gymnasium, Pechino Durata: 1h:28 - Spettatori: 3 400 | Germania | 0 - 3 | Brasile  | 22-25, 21-25, 23-25               |
| 18 agosto 2008 Capital Indoor Stadium, Pechino Durata: 2h:17 - Spettatori: 12 000                   | Polonia  | 3 - 2 | Russia   | 17-25, 26-24, 24-26, 25-23, 15-12 |
| 18 agosto 2008 Capital Indoor Stadium, Pechino Durata: 1h:02 - Spettatori: 6 000                    | Egitto   | 0 - 3 | Serbia   | 16-25, 13-25, 17-25               |

##### Classifica
| Pos | Squadra  | Pt | G | V | P | SV | SP | Ratio | PF  | PS  | Ratio |
| --- | -------- | -- | - | - | - | -- | -- | ----- | --- | --- | ----- |
| 1.  | Brasile  | 9  | 5 | 4 | 1 | 13 | 4  | 3,250 | 427 | 373 | 1,145 |
| 2.  | Russia   | 9  | 5 | 4 | 1 | 14 | 7  | 2,000 | 496 | 447 | 1,110 |
| 3.  | Polonia  | 9  | 5 | 4 | 1 | 12 | 6  | 2,000 | 434 | 404 | 1,074 |
| 4.  | Serbia   | 7  | 5 | 2 | 3 | 9  | 10 | 0,900 | 440 | 439 | 1,002 |
| 5.  | Germania | 6  | 5 | 1 | 4 | 6  | 12 | 0,500 | 418 | 440 | 0,950 |
| 6.  | Egitto   | 5  | 5 | 0 | 5 | 0  | 15 | 0,000 | 267 | 379 | 0,704 |

### Fase finale
|  | Quarti | Quarti      | Quarti |  |    | Semifinali  | Semifinali | Semifinali |                 |                 | Finale          | Finale  | Finale |
|  |        |             |        |  |    |             |            |            |                 |                 |                 |         |        |
|  | 1A     | Stati Uniti | 3      |  |    |             |            |            |                 |                 |                 |         |        |
|  | 1A     | Stati Uniti | 3      |  |    |             |            |            |                 |                 |                 |         |        |
|  | 4B     | Serbia      | 2      |  |    |             |            |            |                 |                 |                 |         |        |
|  | 4B     | Serbia      | 2      |  | 1A | Stati Uniti | 3          |            |                 |                 |                 |         |        |
|  |        |             |        |  | 1A | Stati Uniti | 3          |            |                 |                 |                 |         |        |
|  |        |             |        |  |    | 2B          | Russia     | 2          |                 |                 |                 |         |        |
|  | 3A     | Bulgaria    | 1      |  |    | 2B          | Russia     | 2          |                 |                 |                 |         |        |
|  | 3A     | Bulgaria    | 1      |  |    |             |            |            |                 |                 |                 |         |        |
|  | 2B     | Russia      | 3      |  |    |             |            |            |                 |                 |                 |         |        |
|  | 2B     | Russia      | 3      |  |    |             |            |            |                 | 1A              | Stati Uniti     | 3       |        |
|  |        |             |        |  |    |             |            |            |                 | 1A              | Stati Uniti     | 3       |        |
|  |        |             |        |  |    |             |            |            |                 |                 | 1B              | Brasile | 1      |
|  | 2A     | Italia      | 3      |  |    |             |            |            |                 |                 | 1B              | Brasile | 1      |
|  | 2A     | Italia      | 3      |  |    |             |            |            |                 |                 |                 |         |        |
|  | 3B     | Polonia     | 2      |  |    |             |            |            |                 |                 |                 |         |        |
|  | 3B     | Polonia     | 2      |  | 2A | Italia      | 1          |            | Finale 3° posto | Finale 3° posto | Finale 3° posto |         |        |
|  |        |             |        |  | 2A | Italia      | 1          |            |                 |                 |                 |         |        |
|  |        |             |        |  |    | 1B          | Brasile    | 3          |                 |                 | 2B              | Russia  | 3      |
|  | 4B     | Cina        | 0      |  |    |             | Brasile    | 3          |                 |                 | 2B              | Russia  | 3      |
|  | 4B     | Cina        | 0      |  |    |             |            |            |                 | 2A              | Italia          | 0       |        |
|  | 1B     | Brasile     | 3      |  |    |             |            |            |                 |                 | Italia          | 0       |        |
|  | 1B     | Brasile     | 3      |  |    |             |            |            |                 |                 |                 |         |        |

#### Quarti di finale
| 20 agosto 2008 Capital Indoor Stadium, Pechino Durata: 2h:14 - Spettatori: 7 500  | Stati Uniti | 3 - 2 | Serbia  | 20-25, 25-23, 21-25, 25-18, 15-12 |
| 20 agosto 2008 Capital Indoor Stadium, Pechino Durata: 1h:47 - Spettatori: 11 500 | Bulgaria    | 1 - 3 | Russia  | 25-20, 16-25, 22-25, 21-25        |
| 20 agosto 2008 Capital Indoor Stadium, Pechino Durata: 2h:19 - Spettatori: 8 000  | Italia      | 3 - 2 | Polonia | 25-19, 25-22, 18-25, 26-28, 17-15 |
| 20 agosto 2008 Capital Indoor Stadium, Pechino Durata: 1h:13 - Spettatori: 13 000 | Cina        | 0 - 3 | Brasile | 17-25, 15-25, 16-25               |

#### Semifinali
| 22 agosto 2008 Capital Indoor Stadium, Pechino Durata: 2h:17 - Spettatori: 12 500 | Stati Uniti | 3 - 2 | Russia  | 25-22, 25-21, 25-27, 22-25, 15-13 |
| 22 agosto 2008 Capital Indoor Stadium, Pechino Durata: 1h:56 - Spettatori: 12 500 | Italia      | 1 - 3 | Brasile | 25-19, 18-25, 21-25, 22-25        |

#### Finale 3º posto
| 24 agosto 2008 Capital Indoor Stadium, Pechino Durata: 1h:19 - Spettatori: 11 500 | Russia | 3 - 0 | Italia | 25-22, 25-19, 25-23 |

#### Finale
| 24 agosto 2008 Capital Indoor Stadium, Pechino Durata: 2h:05 - Spettatori: 13 000 | Stati Uniti | 3 - 1 | Brasile | 20-25, 25-22, 25-21, 25-23 |

## Classifica finale
| Pos | Squadra     | Rosa |
| --- | ----------- | --- |
|     | Stati Uniti | Formazione: 1 Ball, 2 Rooney, 4 Lee, 5 Lambourne, 8 Priddy, 9 Millar, 10 Salmon, 12 Hoff, 13 Stanley, 14 Hansen, 15 Gardner, 18 Touzinsky, CT: McCutcheon                                   |
|     | Brasile     | Formazione: 1 Br. de Rezende, 2 Elgarten, 4 Heller, 6 Fuchs, 7 de Godoy, 8 M. Endres, 9 Nascimento, 10 dos Santos, 11 Rodrigues, 13 G. Endres, 14 Santana, 18 do Amaral, CT: Be. de Rezende |
|     | Russia      | Formazione: 1 Korneev, 2 Poltavskij, 3 Kosarev, 6 Grankin, 8 Tetjuchin, 9 Chamutckich, 10 Berežko, 13 Ostapenko, 15 Volkov, 16 Verbov, 17 Michajlov, 18 Kulešov, CT: Alekno                 |
| 4.  | Italia      | Formazione: 1 Mastrangelo, 3 Gavotto, 5 Vermiglio, 6 Meoni, 7 Paparoni, 8 Cisolla, 9 Martino, 11 Zlatanov, 12 Corsano, 14 Fei, 15 Birarelli, 16 Bovolenta, CT: Anastasi                     |
| 5.  | Bulgaria    | Formazione: 1 Ivanov, 2 Cvetanov, 3 Žekov, 4 Jordanov, 5 Gajdarski, 6 Kazijski, 11 Kazijski, 13 Salparov, 14 Stoykov, 15 Aleksiev, 17 Konstantinov, 18 Tasev, CT: Stoev                     |
| 5.  | Cina        | Formazione: 1 Bian, 4 Yuan, 5 Guo, 6 Shi, 8 Cui, 9 Jiao, 11 Yu, 12 Shen, 14 Jiang, 16 Ren, 17 Sui, 18 Fang, CT: Zhou                                                                        |
| 5.  | Polonia     | Formazione: 2 Winiarski, 3 Gruszka, 4 Pliński, 5 Zagumny, 8 Wika, 10 Wlazły, 11 Kadziewicz, 12 Woicki, 13 Świderski, 14 Gierczyński, 16 Ignaczak, 18 Możdżonek, CT: Lozano                  |
| 5.  | Serbia      | Formazione: 1 Kovačević, 2 Bojović, 3 Bjelica, 4 Janić, 5 Petković, 8 Samardžić, 9 Grbić, 10 Nikić, 12 Gerić, 14 Miljković, 15 Starović, 18 Podraščanin, CT: Kolaković                      |
| 9.  | Germania    | Formazione: 1 Popp, 4 Tischer, 5 Andrae, 7 Siebeck, 8 Böhme, 10 Schöps, 11 Dehne, 12 Pampel, 13 Bergmann, 14 Kromm, 19 Kröger, CT: Moculescu                                                |
| 9.  | Venezuela   | Formazione: 3 Rojas, 4 Silva, 5 Valera, 6 Luna, 7 Díaz, 10 Méndez, 11 Gómez, 12 Tejeda, 13 Márquez, 14 Ereu, 17 Blanco, 18 Cedeño, CT: Navajas                                              |
| 11. | Egitto      | Template:Egitto maschile pallavolo olimpiadi 2008 |
| 11. | Giappone    | Formazione: 1 Saito, 5 Usami, 7 Yamamoto, 8 Ogino, 11 Matsumoto, 12 Yamamura, 13 Shimizu, 14 Fukuzawa, 15 Tsumagari, 16 Ishijima, 17 Koshikawa, 18 Tomonaga, CT: Ueta                       |

## Premi individuali
| Premio                | Nome                | Squadra     |
| --------------------- | ------------------- | ----------- |
| MVP                   | Clayton Stanley     | Stati Uniti |
| Miglior realizzatore  | Clayton Stanley     | Stati Uniti |
| Miglior attaccante    | Sebastian Świderski | Polonia     |
| Miglior muro          | Gustavo Endres      | Brasile     |
| Miglior servizio      | Clayton Stanley     | Stati Uniti |
| Miglior palleggiatore | Paweł Zagumny       | Polonia     |
| Miglior ricevitore    | Michał Winiarski    | Polonia     |
| Miglior difesa        | Aleksej Verbov      | Russia      |
| Miglior libero        | Mirko Corsano       | Italia      |